# Circles (canção de Post Malone)
"Circles" é uma canção do cantor norte-americano Post Malone, lançada pela Republic Records em 30 de agosto de 2019, como o terceiro single do terceiro álbum de Malone, Hollywood's Bleeding. O videoclipe foi lançado em 3 de setembro de 2019. Chegou ao número um na parada norte-americana Billboard Hot 100, na semana de 30 de novembro de 2019, tornando-se a quarta canção número um de Post Malone. Estreando em 7# na Billboard Hot 100, "Circles" permaneceu entre as 10 músicas mais vendidas dos Estados Unidos durante 34 semanas, tornando-se a canção que mais tempo permaneceu no Top 10 da Billboard Hot 100 da história.

## Composição
"Circles" é uma música pop rock composta por uma melodia "saltitante e melancólica ", ao lado de um "sulco acústico suave". O coro foi descrito como " canto obrigatório".

## Recepção
A Billboard descreveu a música como "apoiada por violões ensolarados, percussão giratória e melodias infecciosas" e que, embora tenha uma "sensação divertida, o significado é um pouco mais sombrio, detalhando um relacionamento que esfriou".
Circles bateu o recorde de mais semanas passadas no top 10 do ranking de músicas da Billboard Hot 100 ao permanecer 34 semanas no top 10, batendo assim o seu próprio recorde de 33 semanas, alcançado por meio de seu single "Sunflower" com participação de Swae Lee. Com esse recorde, Circles também superou os singles "Girls Like You" de Maroon 5 com Cardi B e "Shape of You" e Ed Sheeran, ambos com 33 semanas no Top 10.

### Processo
Malone entrou com uma ação contra o compositor Tyler Armes por "alegar falsamente que é co-autor da composição musical contida na faixa 'Circles'". Ele afirmou que, embora Armes estivesse presente quando a faixa foi gravada em 8 de agosto de 2018, ele não fez contribuições para a faixa. De acordo com a queixa de Malone, ele continuou trabalhando com os compositores Walsh, Gunesberk e Bell nas sessões subsequentes após 8 de agosto, enquanto Armes não estava presente em nenhuma dessas sessões.